# Comuna Vladimirovca, Stînga Nistrului
Comuna Vladimirovca este o comună din Unitățile Administrativ-Teritoriale din Stînga Nistrului, Republica Moldova. Este formată din satele Vladimirovca (sat-reședință), Constantinovca și Nicolscoe.
Conform recensământului din anul 2004, populația localității era de 1.838 locuitori, dintre care 319 (17.35%) moldoveni (români), 1.205 (65.56%) ucraineni si 246 (13.38%) ruși.